# 白侃
白侃（1422年—？），字廷直，山西太原府平定州人，軍籍，明朝政治人物。進士出身。

## 生平
山西鄉試第九名。景泰五年（1454年）甲戌科會試第十六名，殿試登進士第三甲第一百七十一名。

## 家族
曾祖白德興。祖父白勳，曾任楚府□□。父亲白琦。